# Исторические поселения Московской области
В Московской области насчитывается 22 города со статусом исторического поселения. Из них 2 города (Зарайск и Коломна) имеют статус исторического поселения федерального значения и 20 — регионального (областного) значения. Статус исторических поселений вводится для защиты, сохранения и развития исторической среды населённых пунктов.

## История
Ранее (до утверждения понятия «историческое поселение») в РСФСР и Российской Федерации существовали списки исторических городов. По состоянию на 2002 год, Московская область была лидером среди регионов России по числу исторических городов, которых насчитывалось 22 (см. Список исторических поселений России#Московская область). Первый перечень исторических поселений федерального значения утверждён в 2010 году, он был сокращён в 10 раз относительно старого перечня исторических городов. В него включены 2 города Московской области — Зарайск и Коломна. В 2013 году был утверждён перечень исторических поселений Московской области областного значения, который вернул исторический статус практически всем городам из предыдущего списка исторических городов. Не вошла в новый список Балашиха, дополнительно был включён Талдом.
В 2015 году был утверждён предмет охраны исторического поселения Зарайск. По состоянию на 2022 год, это единственный утверждённый предмет охраны исторического поселения в Московской области. Предметы охраны остальных поселений должны были быть разработаны в 2015—2018 годах, но так и не были официально приняты. Власти Московской области неоднократно подвергались критике общественных организаций, в частности, Московского областного отделения ВООПИиК, за отсутствие официального утверждения предмета охраны поселений, в том числе Сергиева Посада, где находится объект Всемирного наследия ЮНЕСКО — Троице-Сергиева лавра. Были опубликованы проекты предметов охраны поселений Егорьевск (выполнен Институтом генплана Москвы) и Сергиев Посад (выполнены в рамках стратегии развития города ДОМ.РФ и КБ Стрелка).
В 2023 году утверждены первые проекты охраны исторических поселений регионального значения — Звенигорода и Сергиева Посада.

## Список
| №   | Герб | Историческое поселение | Прежние названия                        | Статус                 | Год основания |
| --- | ---- | ---------------------- | --------------------------------------- | ---------------------- | ------------- |
| 1   |      | Бронницы               | —                                       | Регионального значения | 1453          |
| 2.  |      | Верея                  | —                                       | Регионального значения | 1371          |
| 3.  |      | Волоколамск            | —                                       | Регионального значения | 1135          |
| 4.  |      | Дмитров                | —                                       | Регионального значения | 1154          |
| 5.  |      | Егорьевск              | Высокое, Егорий-Высокий, Егорьев        | Регионального значения | 1462          |
| 6.  |      | Зарайск                | —                                       | Федерального значения  | XII век       |
| 7.  |      | Звенигород             | —                                       | Регионального значения | 1152          |
| 8.  |      | Истра                  | Рогожа, Воскресенск                     | Регионального значения | 1341          |
| 9.  |      | Кашира                 | —                                       | Регионального значения | 1356          |
| 10. |      | Клин                   | —                                       | Регионального значения | 1317          |
| 11. |      | Коломна                | —                                       | Федерального значения  | 1177          |
| 12. |      | Можайск                | —                                       | Регионального значения | 1231          |
| 13. |      | Ногинск                | Рогожа, Старый, Рогожский Ям, Богородск | Регионального значения | 1389          |
| 14. |      | Озёры                  | —                                       | Регионального значения | 1578          |
| 15. |      | Орехово-Зуево          | —                                       | Регионального значения | 1917          |
| 16. |      | Павловский Посад       | Павлово                                 | Регионального значения | 1328          |
| 17. |      | Подольск               | —                                       | Регионального значения | 1781          |
| 18. |      | Руза                   | —                                       | Регионального значения | 1328          |
| 19. |      | Сергиев Посад          | Сергиев, Загорск                        | Регионального значения | 1742          |
| 20. |      | Серпухов               | —                                       | Регионального значения | 1339          |
| 21. |      | Талдом                 | Ленинск, Собцовск                       | Регионального значения | 1677          |
| 22. |      | Чехов                  | Лопасня, Чёрное Озеро                   | Регионального значения | XVIII век     |